# Christian Gerhard Leopold
Christian Gerhard Leopold (24 février 1846 à Meerane, Royaume de Saxe- 12 septembre 1911) est un gynécologue allemand.

## Biographie
En 1870, il obtient son doctorat en médecine de l'université de Leipzig, sous la direction de Carl Siegmund Franz Credé (en) (1819-1892), qui deviendra plus tard son beau-père. De 1877 jusqu'en 1883, il enseigne le métier de sage-femme à la Frauenklinik à Leipzig, et a ensuite succédé à Franz von Winckel (de) (1837-1911) comme directeur du Königlichen Frauenklinik und Hebammenlehranstalt de Dresde.
Leopold est connu pour les manœuvres portant son nom (manœuvres de Leopold), qui sont quatre manœuvres classiques utilisées pour déterminer la position du fœtus dans l'utérus. À compter de 1894, il a été coéditeur de la Archiv für Gynäkologie avec Adolf Gusserow (en) (1836-1906). De plus, avec le Carl Credé et Paul Zweifel (en) (1848-1927), il a publié des manuels sur les sages-femmes.
Leopold Landau (en), qui était aussi un gynécologue allemand né à cette époque, ne doit pas être confondu avec Christian Gerhard Leopold.